# فلاديمير ريتشارد
فلاديمير ريتشارد (بالإنجليزية: Vladimir Richard)‏ هو لاعب كرة قدم أمريكية أمريكي، ولد في 15 مارس 1987 في صنرايز في الولايات المتحدة.

## وصلات خارجية
- فلاديمير ريتشارد على موقع JustSportsStats.com (الإنجليزية)